# Suderø (Smålandsfarvandet)
 For alternative betydninger, se Suderø. (Se også artikler, som begynder med Suderø)
Suderø er en lille flad ubeboet ø i Smålandsfarvandet nordvest for Falster. Øen er ca. 700 m lang og ca. 200 m på det bredeste sted.
Suderø er hjemsted for en skarvkoloni med ca. 200 reder.